# Hvarf-Heim
Hvarf-Heim (isl. hvarf = "Verschollenheit"/"Zuflucht" und heim = "zuhause") ist ein Kompilationsalbum der isländischen Musikgruppe Sigur Rós aus dem Jahre 2007, das in Begleitung zum Film Heima erschien.

## Hintergrund
Hvarf-Heim ist ein Doppelalbum bestehend aus Hvarf, das eine Kompilation von Studioaufnahmen bekannter sowie bisher unveröffentlichter Titel umfasst, und Heim, das eine Kompilation von Live-Akustikaufnahmen ist. Beide Werke werden als eigenständige aber komplementäre Alben angesehen, daher auch der Doppeltitel.
Das Album wurde am 5. November 2007 weltweit und einen Tag später in Nordamerika als Doppel-CD veröffentlicht. Die einzige Singleauskopplung Hljómalind war bereits eine Woche früher am 29. Oktober im Handel. Am 8. Mai 2009 wurde Hvarf-Heim in Deutschland als Standard Edition wiederveröffentlicht, die vom Inhalt her unverändert lediglich die beiden Alben auf einem einzelnen statt zwei Tonträger zusammenfasst.

## Titellisten

### Hvarf
1. Salka – 6:10 [Name von Georgs Stieftochter], bisher unveröffentlicht
2. Hljómalind – 4:56 (auch bekannt unter dem Titel Rokklagið ["Der Rock-Song"]), bisher unveröffentlicht
3. Í Gær – 6:27 (auch bekannt unter dem Titel Lagið Í Gær) ["Gestern"], bisher unveröffentlicht
4. Von (Hvarf-Version) – 9:16 ["Hoffnung"], Originalversion von Von
5. Hafsól (Hoppípolla-Singleversion) – 9:47 ["Meeressonne"], Originalversion von Von

### Heim
1. Samskeyti (Heim-Version) – 5:23 ["Anhang"], Originalversion von ( )
2. Starálfur (Heim-Version) – 5:28 ["Starrende Elfe"], Originalversion von Ágætis byrjun
3. Vaka (Heim-Version) – 5:21 [Name von Orris Tochter], Originalversion von ( )
4. Ágætis byrjun (Heim-Version) – 6:36 ["Ein guter Anfang"], Originalversion von Ágætis byrjun
5. Heysátan (Heim-Version) – 4:43 ["Der Heuhaufen"], Originalversion von Takk...
6. Von (Heim-Version) – 8:14 ["Hoffnung"], Originalversion von Von

## Singleauskopplungen
Das Lied Hljómalind ist die einzige Singleauskopplung, die weltweit am 29. Oktober 2007 als Schallplatte und zu Werbezwecken auch als CD herausgegeben wurde.

### Hljómalind(CD)
1. Hljómalind
2. Starálfur (Heim-Version)
3. Hljómalind (Instrumental)

### Hljómalind(Schallplatte)
1. Hljómalind
2. Starálfur (Heim-Version)